# 汤姆·詹姆斯
汤姆·詹姆斯（英語：Tom James，1984年3月11日—），英国男子赛艇运动员。他曾代表英国参加2004年、2008年和2012年夏季奥林匹克运动会赛艇比赛，获得二枚金牌，均来自男子四人单桨无舵手项目。